# Rowland Hill (général)
Pour les articles homonymes, voir Rowland Hill et Hill.
Rowland Hill, 1er vicomte Hill, né le 11 août 1772 à Hawkstone, dans le Shropshire, et mort le 10 décembre 1842 dans la même région, est un officier général britannique.
Entré dans l'armée à 18 ans, son ascension dans la hiérarchie militaire est rapide : capitaine en 1793, période durant laquelle il participe au siège de Toulon, il est colonel du 90th Regiment of Foot en 1800, puis major-général en 1805. Quelque temps plus tard, il part combattre les Français en Espagne sous les ordres du général Arthur Wellesley, le futur duc de Wellington. Hill sert sur ce théâtre d'opérations jusqu'en 1814 et se distingue successivement à Porto, Talavera, Arroyomolinos, Vitoria et la Nive. Tacticien remarquable, il s'attire l'estime de Wellington ainsi que celle de ses soldats qui le surnomment affectueusement « Papa ». La bataille de Waterloo où il commande le 2e corps est son dernier fait d'armes.
Vient alors pour Hill le temps des honneurs. Récipiendaire de l'ordre du Bain et de l'ordre militaire de Guillaume, vicomte et commandant en chef de l'armée de terre britannique à la suite de Wellington, il meurt en 1842 dans ses terres du Shropshire, à l'âge de 70 ans.

## Biographie

### De l'enseigne au major-général
Rowland Hill naît le 11 août 1772 à Prees Hall, près de Hawkstone, dans le comté de Shropshire. Fils cadet de John et Mary Hill, il étudie à l'école de Ightfield dès l'âge de 7 ans, puis à l'université de Chester. En 1790, il choisit la voie militaire en s'engageant comme enseigne dans le 38e régiment d'infanterie de ligne. Il part alors pour la France et entre à l'académie militaire de Strasbourg, où il reste jusqu'à son rappel à la fin de l'année. Il y revient une seconde fois en 1791 pour compléter son instruction. Entre-temps, il passe lieutenant dans son unité le 24 janvier 1791, avant d'être transféré avec son grade au 53e régiment Shropshire en garnison à Édimbourg. L'année 1792 est rythmée par la vie de garnison. En 1793, Hill est chargé de l'organisation d'une compagnie dite « indépendante » dont il est promu capitaine le 23 mars.
Il est ensuite désigné pour accompagner le ministre plénipotentiaire Drake à Gênes, mais il en repart très vite pour rejoindre Toulon, assiégée par les Français. Faisant office d'aide de camp auprès des généraux britanniques pour lesquels il assure la transmission des ordres, il revient à Londres en décembre avec les dépêches en provenance du front. Capitaine sous les ordres du major-général Cuyler depuis le mois de novembre, il est, avec Thomas Graham, l'un des organisateurs du 90th Regiment of Foot dont il est promu successivement major le 27 mai 1794, lieutenant-colonel le 26 juillet et colonel le 1er janvier 1800.
En 1801, pour mettre un terme à l'occupation française de l'Égypte, l'Angleterre détache un corps expéditionnaire commandé par le général Abercromby. Le 90th Regiment de Hill est du voyage. Le débarquement s'effectue à Aboukir sous un feu nourri : lors de l'action, Hill est grièvement blessé par une balle à la tête. Les semaines suivantes, il reprend du service et participe activement aux opérations militaires. Les troupes françaises, battues à Canope, doivent évacuer l'Égypte. À son retour en Angleterre, Hill se voit accorder le grade de brigadier en 1803, puis de major-général en 1805. La même année, il fait la rencontre d'un général de 36 ans tout juste revenu d'Inde, Arthur Wellesley, avec lequel il se lie d'amitié.

### La guerre d'Espagne
Depuis mai 1808, la guerre fait rage en Espagne. Les armées françaises, habituées aux batailles rangées, doivent faire face à la guérilla menée par le peuple espagnol. L'Angleterre y voit l'occasion de s'immiscer dans la lutte contre Napoléon et décide d'envoyer une armée dans la péninsule. C'est le lieutenant-général Arthur Wellesley qui la commande. Hill reçoit quant à lui le commandement d'une brigade avec laquelle il se distingue à la bataille de Roliça le 17 août, puis à celle de Vimeiro le 21. Il participe en outre à la campagne du général Moore en Espagne, de 1808 à 1809, et sert à la bataille de la Corogne qui voit le rembarquement de l'armée britannique. Cette dernière revient cependant bientôt, à nouveau sous les ordres de Wellesley, et entreprend de chasser le maréchal Soult du Portugal. Lors de la seconde bataille de Porto, le 12 mai 1809, l'intervention de la brigade Hill à travers le Douro met les Français en déroute et les oblige à évacuer la ville.

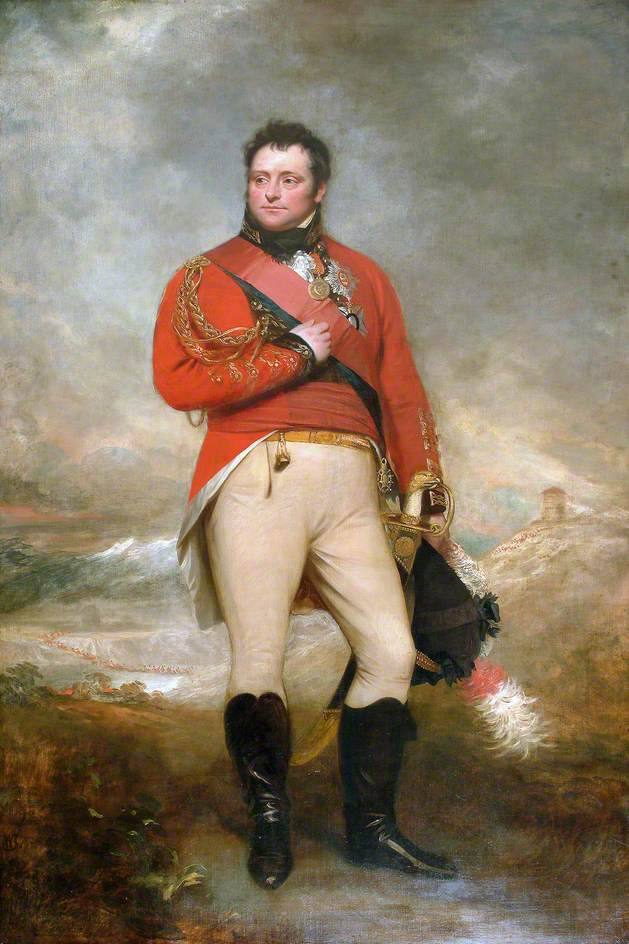
Le lieutenant-général Rowland Hill. Huile sur toile de William Beechey, XIXe siècle, Shrewsbury Museum and Art Gallery.

L'armée anglaise marche maintenant sur Madrid aux côtés de ses alliés espagnols. Les 27 et 28 juillet a lieu la bataille de Talavera. Hill est présent sur le terrain en tant que commandant de la 2e division. La nuit précédant la bataille, le maréchal Victor monte une attaque surprise contre les Anglais. Dans l'obscurité, ses troupes bousculent deux bataillons de la King's German Legion et s'emparent d'une position clé. Comme Hill l'a plus tard raconté, « j'étais persuadé qu'il s'agissait des vieux "Buffs" qui, comme d'habitude, étaient en train de faire quelque bêtise ». Par précaution, il s'avance tout de même dans le noir à la tête d'une brigade et tombe sur les Français. Une mêlée s'engage. Hill, pris à partie par un soldat ennemi, manque de peu d'être capturé mais ses troupes parviennent finalement à expulser les assaillants des hauteurs.
Lors de la troisième invasion française du Portugal en 1810, Hill est toujours aux commandes de la 2e division qu'il dirige à la bataille de Buçaco. À l'automne 1811, c'est à Hill que Wellington confie le commandement d'une force indépendante de 16 000 hommes chargés de la surveillance de Badajoz. Le 27 octobre, informé de la présence de la division Girard dans les parages, Hill se porte à sa rencontre et la rejoint dans la nuit, près du village d'Arroyomolinos. La victoire britannique est complète : 600 soldats français sont mis hors de combat, et 1 300 autres sont faits prisonniers par les troupes de Hill dont les pertes sont faibles. En récompense de ses services, Hill est promu au grade de lieutenant-général le 30 décembre 1811. Le 21 janvier 1812, il est nommé gouverneur honoraire du château de Blackness, en Écosse, et le 22 février 1812, il est fait chevalier-compagnon de l'ordre du Bain. Il reçoit également la distinction de chevalier grand-croix de l'ordre portugais de la Tour et de l'Épée le 4 mai 1812.
En mai 1812, après la chute de Badajoz, un raid de Hill contre le pont d'Almaraz s'achève sur un franc succès, avec destruction de l'ouvrage et prisonniers français à la clé. Tandis que Wellington bat l'armée française du maréchal Marmont à la bataille des Arapiles, Hill assure la protection de Badajoz avec un corps indépendant de 18 000 hommes. Celui-ci comprend la 2e division britannique, la division portugaise Hamilton et la 2e division de cavalerie du général William Erskine. Peu de temps après son entrée à Madrid, Wellington donne à Hill le commandement d'un corps de 30 000 hommes. La poursuite des Français commence, menée notamment par Hill avec l'aile droite de l'armée. L'affrontement décisif du 21 juin 1813 à Vitoria est l'occasion pour Hill de mettre une nouvelle fois en avant ses talents de tacticien. Manœuvrant habilement, son corps d'armée repousse toutes les attaques françaises et contribue au succès de la journée, Il se distingue ensuite lors de la bataille des Pyrénées. Pour la compétence de son commandement lors de la campagne, Hill se voit attribuer une décoration le 7 octobre 1813. Un mois plus tard, le 10 novembre 1813, il participe à la bataille de la Nivelle.

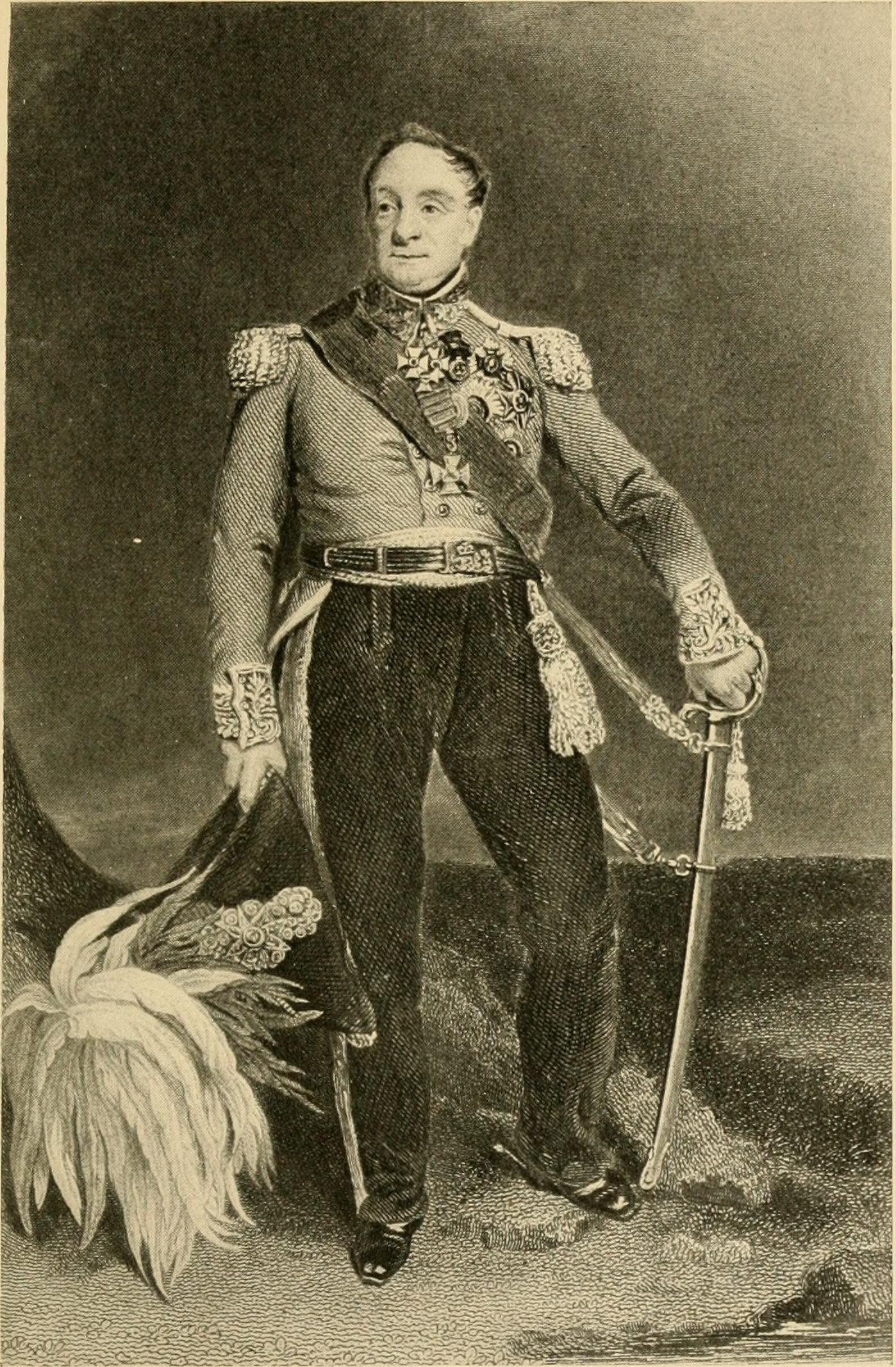
Le général Rowland Hill sur une gravure du début du XXe siècle.

Le 13 décembre 1813, pendant la bataille de la Nive, Hill s'illustre particulièrement lors de la défense de Saint-Pierre-d'Irube, considérée parfois comme son plus grand fait d'armes. Isolé sur la rive est de la Nive avec 14 000 hommes et 10 canons, le général parvient à refouler méthodiquement les attaques des 30 000 soldats du maréchal Soult appuyés par 22 canons. Hill se bat avec talent, « on le voyait à chaque point de danger, mener en personne et à plusieurs reprises des régiments ralliés pour sauver ce qui pouvait ressembler à une bataille perdue… On l'a même entendu jurer » écrit Oman. Pour sa belle résistance, Hill reçoit les félicitations de Wellington qui lui dit : « Hill, le jour est vôtre ». Il sert peu après aux batailles d'Orthez et de Toulouse. Wellington déclare encore au sujet de son subordonné et ami : « ce qu'il y a de meilleur chez Hill, c'est que je sais toujours où le trouver ». Le 13 juillet 1814, Hill est nommé gouverneur de Hull et le 23 septembre 1815, il est élevé à la dignité de commandeur de l'ordre militaire autrichien de Marie-Thérèse.
Affilié aux Tories, il est membre du Parlement pour la circonscription de Shrewsbury de 1812 à 1814. Cette même année, il est élevé à la pairie sous le titre de Baron Hill of Almaraz and of Hawkestone in the county of Salop (« baron Hill d'Almaraz et de Hawkestone dans le comté de Salop »). Toutefois, ses obligations militaires l'empêchent de siéger à la Chambre des communes avant son élévation à la Chambre des Lords. Sa nomination à la pairie s'accompagne d'une pension de 2 000 £. Hill est par ailleurs nommé colonel du 3e bataillon de garnison le 14 janvier 1809, colonel du 94e régiment d'infanterie le 23 septembre suivant, colonel du 72e régiment d'infanterie le 29 avril 1815 et enfin colonel du régiment royal des Horse Guards le 19 novembre 1830.

### Waterloo et après

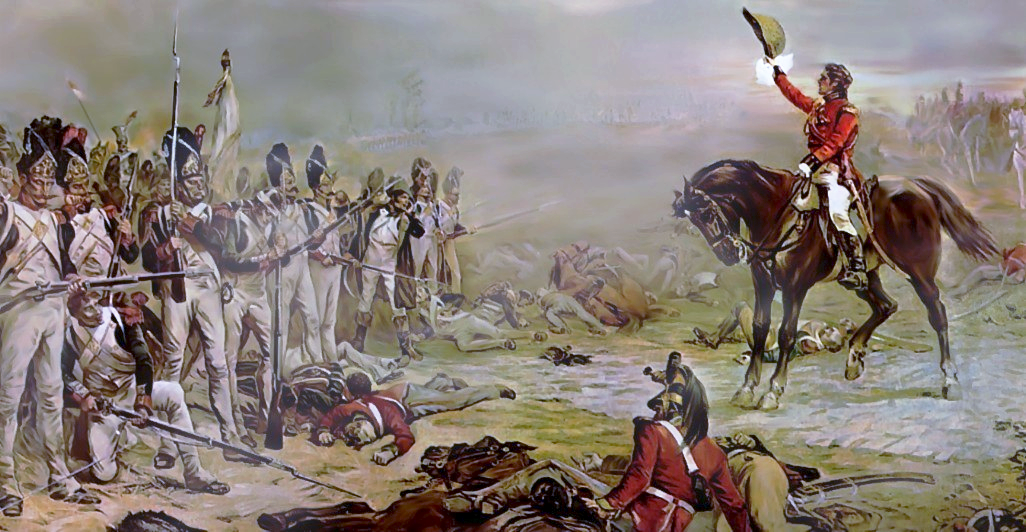
Bataille de Waterloo : le général Hill invite le dernier carré de la Garde impériale à se rendre. Peinture de Robert Alexander Hillingford.

Hill est nommé chevalier grand-croix de l'ordre du Bain le 4 janvier 1815. Lors de la bataille de Waterloo, qui se déroule le 18 juin de la même année, Hill commande le IIe corps de l'armée britannique. Vers la fin de la bataille, il conduit la charge de la brigade Adam contre la Garde impériale. Dans la confusion, la rumeur circule qu'il a été tué au cours de la mêlée. Il en ressort toutefois indemne et, peu après le combat, écrit à sa sœur : « à la vérité, je crois qu'il n'y a jamais eu d'affrontement aussi formidable que celui de Waterloo ». Par la suite, il continue de servir parmi les troupes d'occupation en France jusqu'à leur retrait du pays en 1818.
Après Waterloo, Hill est gratifié de nombreux honneurs de la part des puissances alliées. Élevé à la dignité de commandeur de l'ordre militaire autrichien de Marie-Thérèse le 2 août 1815, il est également fait chevalier de l'ordre de Saint-Georges de Russie le 21 août suivant et commandeur de l'ordre militaire de Guillaume par le roi Guillaume Ier des Pays-Bas le 27 août. Au couronnement du roi George IV en 1821, il porte l'étendard d'Angleterre durant la procession entre Westminster Hall et l'abbaye de Westminster. En 1828, Hill succède à Wellington au poste de Commander-in-chief of the Forces, c'est-à-dire de commandant en chef de l'armée de terre britannique, fonction qu'il occupe jusqu'en 1842. Il devient aussi gouverneur de la citadelle royale de Plymouth le 18 juin 1830 et est fait « vicomte Hill d'Almaraz » le 22 septembre 1842.
Rowland Hill meurt le 10 décembre 1842 à Hardwicke Grange, près du village d'Hadnall dans le Shropshire, à l'âge de 70 ans. Il est inhumé dans le cimetière communal d'Hadnall.

## Considérations
Surnommé « Daddy Hill », il se préoccupe du bien-être de ses hommes dont il est adoré. Un jour, il fait remettre un panier de provisions à un officier blessé qui arrive à son quartier-général. Une autre fois, un sergent venu lui remettre un message, s'attendant à être simplement remercié, est stupéfait de voir le général prendre des dispositions pour son dîner et lui offrir un endroit pour passer la nuit. Le lendemain, Hill remet au soldat de la nourriture et une livre pour la suite de son voyage. D'un point de vue militaire, Wellington, généralement peu enclin à favoriser les initiatives de ses subordonnés, lui attribue à plusieurs reprises des commandements indépendants, ce qui témoigne de sa haute opinion des talents de Hill. L'historien Michael Barthorp dresse le portrait suivant :

« Intelligent, énergique, toujours soucieux et attentif aux besoins de ses hommes, il était surtout parfaitement digne de confiance, et Wellington savait bien que n'importe quelle mission confiée à Hill serait planifiée et exécutée avec soin, clairvoyance et promptitude. »